# Електротехничка школа „Раде Кончар” Београд
Електротехничка школа „Раде Кончар“ је средња стручна школа која образује и оспособљава кадрове из подручја рада електротехника. Налази се у Београду, у општини Палилула.

## Историјат
Електротехничка школа „Раде Кончар“ основана је 1945. године у Београду као Школа за ученике у привреди број 3. Радила је у згради осмогодишње школе „Његош“ и то као трећа смена.
У свом вишедеценијском раду школа је прошла кроз неколико фаза развоја.
Почетна организација трајала је до 1950. године када започиње прва фаза у развоју наше школе. Спајањем школа за ученике у привреди број 3 и 11 формирана је Школа за ученике у привреди број 8 – електроструке. Друга фаза у развоју наше школе је почела 1963. године и из овог периода датира данашњи назив школе и адреса на којој се налази. Наиме, 1965. године назив је промењен у Школа за ученике у привреди електроструке „Раде Кончар“, а 1969. школа је пресељена у нову зграду у Браће Грим 32. Трећа фаза обухвата период од 1977. године, а исте године школа мења назив у Образовни електротехнички центар „Раде Кончар“. У замену за зграду у Крњачи, школа добија простор за практичну наставу у школској згради у Сврљишкој улици број 1 на Карабурми. Четврта фаза у развоју школе везује се за период од 1988. године када мења назив у Електротехничка школа „Раде Кончар“, а од школске 1996/1997. године уписује ученике само на образовне профиле четвртог степена. Последња, пета фаза развоја почиње 2001. године када школа почиње да образује кадрове на петом степену.

## Просторије и опремљеност
Настава се одвија у учионицама и кабинетима у школској згради у Улици браће Грим 32, а добро опремљене радионице и лабораторије налазе се у Сврљишкој бр.1.
Школа располаже добро опремљеним лабораторијама (мерење у електроници, електроника, дигитална електроника, електрична мерења, електричне машине, енергетска електроника), кабинетима (информатика, мултимедији) и радионицама за практичну наставу, док је ученицима је на располагању и блок просторија за електронику на возилима.
Електротехничка школа „Раде Кончар“ има четрдесет и четири одељења, а ученици бирају један од осам смерова из подручја рада електротехника.

## Образовни профили
Настава у ЕТШ „Раде Кончар“ образује електротехничаре у оквиру следећих профила:
- Електротехничар за термичке и расхладне уређаје
- Електротехничар процесног управљања
- Електротехничар енергетике
- Електротехничар електронике
- Електротехничар мултимедија
- Електротехничар информационих технологија
- Електротехничар рачунара
- Електротехничар за електронику на возилима

Поред редовног, школа реализује и више различитих програма за ванредно школовање.

## Библиотека
Школска библиотека у свом фонду има преко десет хиљада књига. Поред стручне литературе (рачунарство, електроника, енергетика), уџбеника и школске лектире, ту су још и бројна издања класичне књижевности, српске и светске. Фонд библиотеке се редовно обнавља, те се овде могу наћи и многи савремени романи различитих жанрова, популарна психологија, као и књиге о историји, уметности... Најактивнији читаоци од школске 2013/14. године добијају Библиокон похвалнице и награђују се књигама по сопственом избору. За библиотечке послове користи се програм Библиокон, настао из жеље библиотекара ЕТШ “Раде Кончар” да унапреди рад школске библиотеке.